# موسیقی و من (ترانه مایکل جکسون)
«موسیقی و من» تک‌آهنگی از هنرمند اهل ایالات متحده آمریکا مایکل جکسون است که در سال ۱۹۷۳ میلادی منتشر شد.